# 伊集院五郎
伊集院 五郎（いじゅういん ごろう、1852年11月9日（嘉永5年9月28日）- 1921年（大正10年）1月13日）は、日本の海軍軍人。元帥海軍大将正二位勲一等功一級男爵。

## 経歴
薩摩藩士の子として生まれ、明治10年（1877年）の西南戦争に参戦する。イギリスの海軍兵学校・海軍大学校で兵学を学んでいたため、日本海軍の中でも博識であった。海兵5期。
下瀬雅允海軍技師が開発した下瀬火薬の威力を発揮させるため、伊集院信管を開発した。この信管は明治38年（1905年）の日本海海戦（日露戦争中）で、下瀬火薬とともにその威力を発揮し、連合艦隊がロシアのバルチック艦隊を撃破する大きな要因となった。そのため伊集院は、「日本海海戦勝利の影の功労者」と言われている。
日露戦争後は第二艦隊司令長官、第一艦隊司令長官、海軍軍令部長を歴任した。第一艦隊司令長官時代に行った猛訓練は「月月火水木金金」といわれ、後に同名の軍歌が作られるに至った。
大正6年（1917年）元帥府に列せられた。
大正10年1月13日、動脈硬化症で療養中の所、自邸で死去。享年70。

## 年譜
※日付は明治5年までは旧暦
- 嘉永5年（1852年）9月28日　薩摩藩士 伊集院才之丞の長男として生まれる
- 明治4年（1871年）9月24日 海軍兵学寮幼年学舎入り
- 明治9年（1876年）9月5日 軍艦「筑波」乗組
- 明治10年（1877年）11月9日 イギリス留学(深尾弘とともに「学業進歩」により選抜される)
- 明治12年（1878年）8月16日 英戦艦「トライアンフ」 (Triumph) 乗組
- 明治13年（1880年）10月4日 「トライアンフ」航海士
- 明治15年（1882年）
  - 1月22日 「トライアンフ」退艦
  - 10月1日 グリニッジ海軍大学校入学
- 明治16年（1883年）
  - 6月 グリニッジ海軍大学校卒業
  - 11月27日 任 海軍中尉
- 明治17年（1884年）5月 「浪速」「高千穂」「畝傍」三艦武器監督
- 明治18年（1885年）
  - 6月20日 任 海軍大尉
  - 12月26日 「浪速」乗組
- 明治19年（1886年）
  - 6月26日 帰国
  - 7月14日 参謀本部海軍部第1局課員
- 明治21年（1888年）5月14日 海軍参謀本部第1局員
- 明治22年（1889年）
  - 3月9日 海軍参謀部第1課員
  - 5月27日 「千代田」回航委員・英国出張
- 明治23年（1890年）
  - 1月10日 「千代田」副長心得
  - 10月16日 任 海軍少佐・「千代田」副長
- 明治24年（1891年）4月11日 帰国
- 明治25年（1892年）6月3日 常備艦隊参謀
- 明治26年（1893年）
  - 3月13日 海軍参謀部第2課員
  - 5月20日 海軍軍令部第1局局員
- 明治27年（1894年）
  - 6月7日 大本営参謀官
  - 7月13日 兼海軍軍令部第2局長心得
  - 12月7日 任 海軍大佐・海軍軍令部第2局長兼大本営参謀官
- 明治28年（1895年）6月4日 海軍軍令部第1局長
- 明治30年（1897年）12月27日 兼海軍軍令部第2局長
- 明治31年（1898年）
  - 3月4日 免 海軍軍令部第2局長
  - 11月10日 海軍軍令部次長心得
- 明治32年（1899年）9月26日 任 海軍少将・海軍軍令部次長兼将官会議議員
- 明治35年（1902年）3月17日 常備艦隊司令官
- 明治36年（1903年）9月5日 任 海軍中将・海軍軍令部次長兼将官会議議員

- 明治39年（1906年）
  - 1月9日 海軍艦政本部長
  - 11月22日 第2艦隊司令長官
- 明治40年（1907年）9月21日 男爵

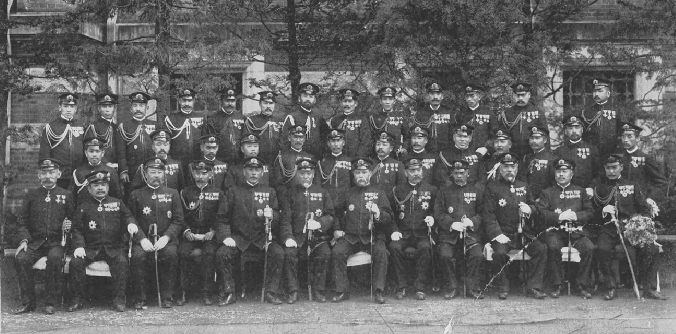
日露戦争凱旋式当日の海軍首脳 左4人目から順に
伊集院、上村彦之丞、東郷平八郎、山本権兵衛、伊東祐亨、片岡七郎、出羽重遠、斎藤実、山下源太郎、中列左から6人目加藤友三郎

- 明治41年（1908年）5月26日 第1艦隊司令長官（同年10月から11月まで連合艦隊司令長官を兼任）
- 明治42年（1909年）12月1日 海軍軍令部長兼将官会議議員
- 明治43年（1910年）12月1日 任 海軍大将
- 大正3年（1914年）4月22日 軍事参議官
- 大正6年（1915年）5月26日 元帥
- 大正10年（1921年）1月13日 薨去

## 栄典
位階
- 1885年（明治18年）9月16日 - 正七位[3]
- 1891年（明治24年）12月16日 - 従六位[4]
- 1894年（明治27年）12月28日 - 正六位[5]
- 1898年（明治31年）3月8日 - 従五位[6]
- 1899年（明治32年）11月20日 - 正五位[7]
- 1903年（明治36年）10月30日 - 従四位[8]
- 1906年（明治39年）12月21日 - 正四位[9]
- 1910年（明治43年）1月31日 - 従三位[10]
- 1913年（大正2年）2月20日 - 正三位[11]
- 1918年（大正7年）3月11日 - 従二位[12]
- 1921年（大正10年）1月13日 - 正二位[13]

爵位等
- 1907年（明治40年）9月21日 - 男爵[14]
- 1917年（大正6年）5月26日 - 元帥[15]

勲章等
| 受章年                     | 略綬 | 勲章名                 | 備考 |
| -------------------------- | ---- | ---------------------- | ---- |
| 1889年（明治22年）11月22日 |      | 勲五等瑞宝章           |      |
| 1895年（明治28年）5月15日  |      | 勲四等瑞宝章           |      |
| 1895年（明治28年）10月18日 |      | 旭日小綬章             |      |
| 1895年（明治28年）10月18日 |      | 功四級金鵄勲章         |      |
| 1895年（明治28年）11月18日 |      | 明治二十七八年従軍記章 |      |
| 1900年（明治33年）9月22日  |      | 勲三等旭日中綬章       |      |
| 1901年（明治34年）12月27日 |      | 勲二等旭日重光章       |      |
| 1902年（明治35年）5月10日  |      | 明治三十三年従軍記章   |      |
| 1906年（明治39年）4月1日   |      | 勲一等旭日大綬章       |      |
| 1906年（明治39年）4月1日   |      | 功一級金鵄勲章         |      |
| 1906年（明治39年）4月1日   |      | 明治三十七八年従軍記章 |      |
| 1915年（大正4年）11月7日   |      | 金杯一組               |      |
| 1915年（大正4年）11月7日   |      | 大正三四年従軍記章     |      |
| 1915年（大正4年）11月10日  |      | 大礼記念章（大正）     |      |
| 1921年（大正10年）1月13日  |      | 旭日桐花大綬章         |      |

外国勲章佩用允許
| 受章年                     | 国籍           | 略綬 | 勲章名                             | 備考 |
| -------------------------- | -------------- | ---- | ---------------------------------- | ---- |
| 1901年（明治34年）4月5日   | フランス共和国 |      | レジオンドヌール勲章コマンドゥール |      |
| 1902年（明治35年）12月11日 | イタリア王国   |      | 王冠第一等勲章                     |      |
| 1902年（明治35年）12月11日 | ベルギー王国   |      | レオポール剣付第二等勲章           |      |
| 1902年（明治35年）12月11日 | シャム王国     |      | 王冠第一等勲章                     |      |
| 1902年（明治35年）12月11日 | イギリス帝国   |      | 皇帝皇后両陛下戴冠記念章           |      |
| 1910年（明治43年）4月5日   | 大韓帝国       |      | 李花大綬章                         |      |
| 1910年（明治43年）4月5日   | 大韓帝国       |      | 韓国皇帝陛下南西巡幸記念章         |      |

## 親族
- 長男：伊集院松治海軍中将
- 二男：大野竹二海軍少将

## 著作等
- 「明治十四年第一月一日南亜米利加白露国カルレオ港停泊英国旗艦ツライアムフ号乗組我海軍生徒伊集院五郎ヨリ川村海軍卿其他ヘ報知セル書翰ヲ訂正シテ白露知里両国の戦況等ヲ掲載スル」海軍省雑誌1号、1881年5月。「白露」はペルー、「知里」はチリ。

## 脚註
1. ↑  上田正昭ほか監修 著、三省堂編修所 編『コンサイス日本人名事典 第5版』三省堂、2009年、107頁。
2. ↑  『大正ニュース事典 第5巻 (大正10年-大正11年)』毎日コミュニケーションズ、1988年。
3. ↑  『官報』第776号「叙任」1886年2月5日。
4. ↑  『官報』第2541号「叙任及辞令」1891年12月17日。
5. ↑  『官報』第3453号「叙任及辞令」1895年1月4日。
6. ↑  『官報』第4402号「叙任及辞令」1898年3月9日。
7. ↑  『官報』第4918号「叙任及辞令」1899年11月21日。
8. ↑  『官報』第6101号「叙任及辞令」1903年10月31日。
9. ↑  『官報』第7046号「叙任及辞令」1906年12月22日。
10. ↑  『官報』第7980号「叙任及辞令」1910年2月1日。
11. ↑  『官報』第167号「叙任及辞令」1913年2月21日。
12. ↑  『官報』第1680号「叙任及辞令」1918年3月12日。
13. 1 2  『官報』第2534号「叙任及辞令」1921年1月15日。
14. ↑  『官報』第7272号「授爵敍任及辞令」1907年9月23日。
15. ↑  『官報』第1445号「叙任及辞令」1917年5月28日。
16. ↑  『官報』第1925号「叙任及辞令」1889年11月27日。
17. ↑  『官報』第3578号「叙任及辞令」1895年6月5日。
18. 1 2  『官報』第3693号「叙任及辞令」1895年10月19日。
19. ↑  『官報』第3828号・付録「辞令」1896年4月7日。p4
20. ↑  『官報』第5170号「叙任及辞令」1900年9月24日。
21. ↑  『官報』第5548号「叙任及辞令」1901年12月28日。
22. ↑  『官報』第5820号・付録「辞令」1902年11月26日。
23. 1 2 3  『官報』号外「叙任及辞令」1907年1月28日。
24. 1 2  『官報』第1187号「叙任及辞令」1916年7月15日。
25. ↑  『官報』第1310号・付録「辞令」1916年12月13日。
26. ↑  『官報』第5328号「叙任及辞令」1901年4月11日。
27. 1 2 3 4  『官報』第5848号「叙任及辞令」1902年12月29日。
28. 1 2  『官報』第8037号「叙任及辞令」1910年4月11日。